# Deshka
La rivière Deshka est un cours d'eau d'Alaska, aux États-Unis, situé dans le borough de Matanuska-Susitna. C'est un affluent du fleuve Susitna.

## Description
Longue de 44 milles (71 km), elle prend sa source au confluent de la rivière Moose Creek et de Kroto Creek à 3,5 milles (6 km) au nord du lac Neil et coule en direction du sud pour se jeter dans le fleuve Susitna.

## Affluents
- Moose Creek
- Kroto Creek

## Sources
- (en) « Deshka », Geographic Names Information System